# Vụ Bản (xã)
	Vụ Bản		là một xã thuộc tỉnh Ninh Bình, Việt Nam. Trụ sở xã nằm cách phường Hoa Lư - trung tâm tỉnh lỵ Ninh Bình 15 km về phía .Đông Bắc		
Theo Nghị quyết số 1674/NQ-UBTVQH15 ngày 16/6/2025 về sắp xếp các đơn vị hành chính cấp xã của tỉnh Ninh Bình năm 2025, 	sắp xếp thị trấn Gôi, xã Kim Thái và xã Tam Thanh thành xã mới có tên gọi là xã Vụ Bản.	
Xã Vụ Bản	có diện tích:	21,56	km², 	dân số:	26.675	người, mật độ dân số: 	1237	người/km². 	
Đây là đơn vị có diện tích xếp thứ:	102	, số dân xếp thứ: 	92	và mật độ dân số xếp thứ: 	60	trong số 129 xã, phường ở Ninh Bình. 
Phường này nằm trên Quốc lộ 10, 37B.
1. ↑  Nghị quyết của Quốc hội về sắp xếp các đơn vị hành chính cấp xã của tỉnh Ninh Bình năm 2025